# Michael den Tapre
Michael den Tapre (rumænsk: Mihai Viteazul; født ca. 1558, Orașul de Floci i Valakiet, død 9. august 1601 i Turda i Dakien) var en fyrste der kortvarigt forenede Valakiet, Moldavien og Transsylvanien omkring år 1600.

## Liv og Død
Han blev født c. 1558 og var muligvis en uægte søn af Pătrașcu den Gode, fyrst af Valakiet; hans mor var Teodora Cantacuzino . Han holdt flere embeder i landet men måtte flygte i 1593, først til Transsylvanien, derefter til Konstantinopel, hvor den Osmanniske Sultan – dengang Valakiets overhoved – indsatte ham som den nye fyrst.
Michael gjorde oprør mod tyrkerne i 1594 og kæmpede i forbund med Siegmund Báthory af Transsylvanien, Aron Vodă af Moldavien, og den tysk-romerske kejser Rudolf 2. Krigen forsatte med skiftene resultater indtil en fredstraktat i 1599.
Under Michaels regering vandt bojarerne – den rumænske adel – fuld magt over deres bønder som blev træller. 
En magtkamp i Transsylvanien ledte Michael til at marchere ind i oktober 1599. Med Slaget ved Șelimbăr sejrede han over Andreas Báthory og blev fyrste af Transsylvanien under kejserens overhøjhed. I april 1600 angreb han sin fjende Jeremias Movilă, fyrsten af Moldavien, som måtte flygte til Polen. 
Et oprør brød nu ud i Transsylvanien. Efter mange vanskeligheder og skiftende forbund genvandt Michael kontrol. Men kort derefter – den 9. august 1601 – blev han bedraget og myrdet af sine forbundsfæller, Rudolf 2. og hans general Giorgio Basta.

## Michael den Tapre og Rumænien
For rumænske nationalister som Nicolae Bălcescu blev Michael den Tapre en forløber for Rumæniens forening.
Ordenen af Michael den Tapre (Mihai Viteazul), Rumæniens højeste militær-dekoration, blev stifted i 1916.